# Lotnicza Szkoła Strzelania i Bombardowania
Lotnicza Szkoła Strzelania i Bombardowania – szkoła lotnictwa Wojska Polskiego w II Rzeczypospolitej Polskiej.

## Historia szkoły

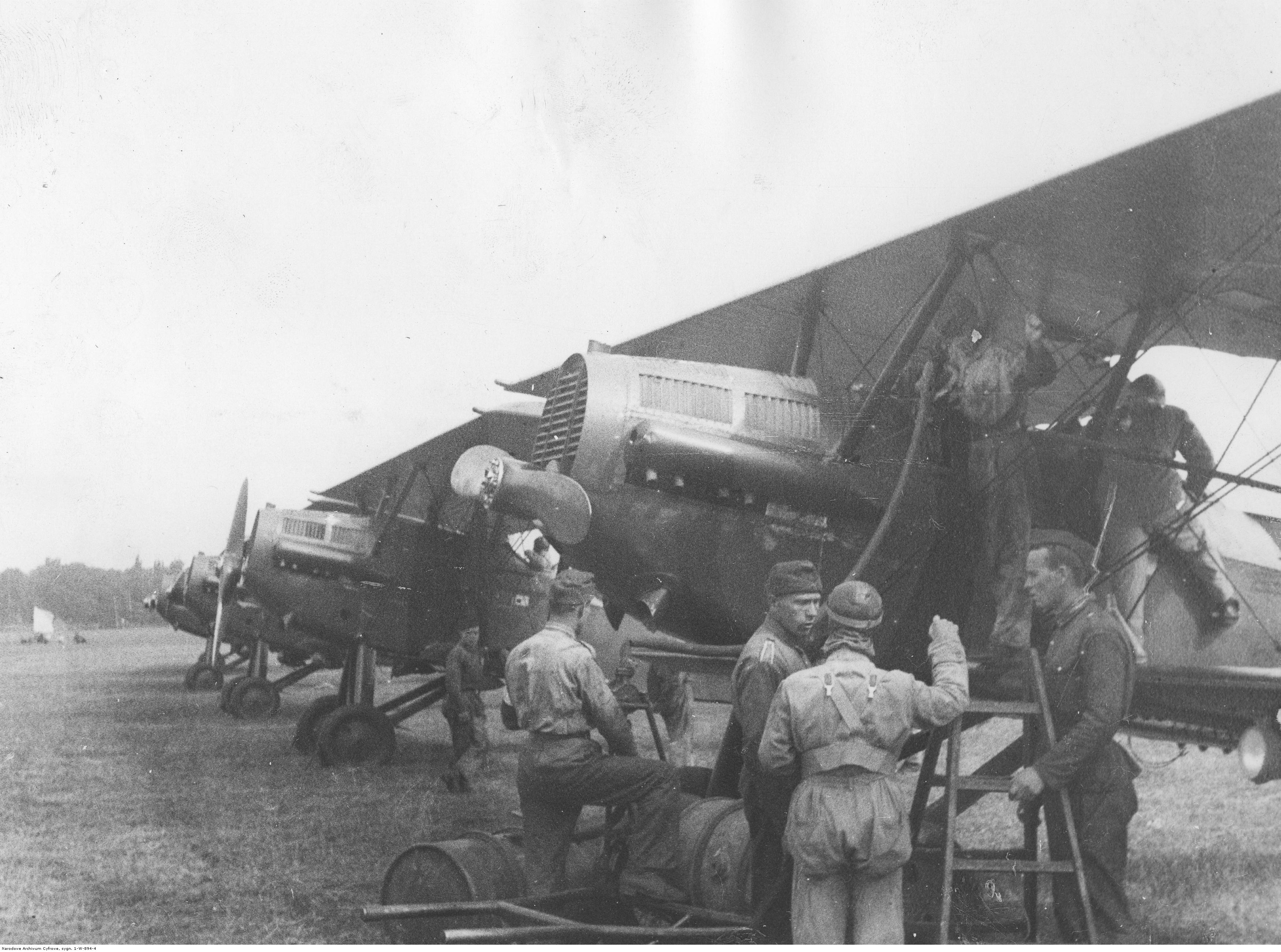
Samoloty ekipy rumuńskiej podczas zawodów lotniczych w Lotnicze Szkole Strzelania i Bombardowania w 1931 r.

Rozwój lotnictwa spowodował konieczność zwiększenia liczby wyszkolonych kadr. Konieczne było stworzenie placówki zajmująca się szkoleniem personelu latającego i technicznego. 4 lutego 1928 roku Minister Spraw Wojskowych, marszałek Polski Józef Piłsudski zatwierdził tymczasową organizację Lotniczej Szkoły Strzelania i Bombardowania. Szkoła została utworzona rozkazem wydanym przez ministra Spraw Wojskowych w dniu 8 marca 1928 r. w Grudziądzu, ale zajęcia rozpoczęły się 15 lipca 1928 roku. Początkowo w strukturę szkoły wchodziły: dowództwo, administracja, kwatermistrzostwo z kasynem, Dział Nauk, sale wykładowe, Park Lotniczy, warsztaty – magazyny, Dział Uzbrojenia (rusznikarnia), magazyny amunicyjne, spadochroniarnia oraz eskadra treningowa.
Szkoła została zorganizowana w budynkach, które pozostały po Oficerskiej Szkole Lotnictwa, którą przeniesiono do Dęblina. Baza lokalowa i warsztatowa nie była wystarczająca, np. remonty płatowców w początkowym okresie funkcjonowania szkoły przeprowadzano w Toruniu i Bydgoszczy. Początkowo rozpoczynała działalność od zajęć dla strzelców pokładowych. W następnym roku rozpoczęły się kursy doskonalące, których uczestnikami tych byli już piloci i obserwatorzy. Zapoznawali się na nich z techniką strzelania i bombardowania. Na tym nie poprzestano, zorganizowano dodatkowe kursy:
- kurs wyższego pilotażu.
- kurs strzelców samolotowych,
- kursy przeszkoleniowe dla pilotów i obserwatorów w zakresie strzelania powietrznego,
- kursy rusznikarzy dla podoficerów zawodowych,
- szkołę ognia dla oficerów i podchorążych rezerwy powołanych na ćwiczenia wojskowe.

Forma organizacyjna Szkoły ustaliła się ostatecznie w 1929 roku i upodobniła się do szkół w Dęblinie i Bydgoszczy. W ramach szkoły stworzono jeden dział nauk, dzielący się na zespoły wg specjalności. W ramach Kursu Wyższego Pilotażu piloci liniowi i obserwatorzy byli przeszkalani na pilotów samolotów myśliwskich. Szkoła dysponowała dwoma eskadrami szkolnymi: eskadrą myśliwską na potrzeby kursu wyższego pilotażu i eskadrą liniową dla obsługi pozostałych kursów. Eskadry dysponowały samolotami: Potez XV, Lublin R.XIII, PWS-A, PWS-10, PZL P.7, PWS-16, PWS 16a, PWS-14, Wibault 70 C1, Lublin XIII t (przystosowany do lotów bez widoczności), Blériot-SPAD S.51, Blériot-SPAD S.61, Bartel BM-6, PWS-11. Farman F-68 Goliath. Wzrost liczby samolotów i różnorodność stosowanych typów doprowadziła do stworzenia w Szkole Parku Lotniczego, który składał się z Działu Płatowcowego, Działu Silnikowego oraz Magazynów.
Pierwszy kurs rozpoczął się 11 marca 1928 roku i był to kurs strzelców pokładowych dla szeregowców niezawodowych. We wrześniu uruchomiono kurs dla podoficerów instruktorów strzelców samolotowych. W następnych latach taka organizacja stała się powszechną praktyką, Szkoła prowadziła kurs wiosenny i jesienny. Przeszkolenie strzelców-szeregowców trwało od dwóch i pół miesiąca do trzech miesięcy, było to uwarunkowane indywidualnie umiejętnościami przeszkalanego. Natomiast szkolenie instruktorów-podoficerów zajmowało siedem miesięcy, obejmowało 584 godzin zajęć teoretycznych i ćwiczeń naziemnych oraz odbycie 34 lotów ćwiczebnych. W ramach zajęć naziemnych uczestnicy kursów mieli zajęcia z zakresu znajomości broni, amunicji i bomb lotniczych. Program ćwiczeń w powietrzu obejmował strzelanie z fotokarabinu i ostrą amunicją przez pilota i obserwatora do tarcz na ziemi oraz naukę bombardowania bombami ćwiczebnymi. W późniejszych latach wprowadzono do programu szkolenia strzelanie ostrą amunicją do holowanego rękawa oraz bombardowanie bombami ostrymi. Ukończenie kursu nie obligował absolwenta do pozostania w wojsku (w przypadku żołnierzy niezawodowych).
Piloci myśliwcy poznawali w czasie kursu wyższego pilotażu nie tylko tajniki akrobacji, ale także technikę lotów grupowych. Kursant nabywał umiejętności strzeleckie prowadzenia ognia do celów powietrznych i naziemnych. W latach 1930–1934 organizowano różne dodatkowe kursy dla pilotów, np. dla pilotów samolotów liniowych przeprowadzono szkolenie mające na celu poszerzenie umiejętności obrony i manewrów obronnych. Od połowy lat trzydziestych w każdym z organizowanych kursów uczestniczyło średnio 60. kursantów. Na początku lat trzydziestych odbył się kurs pilotażu bez widoczności ziemi, jednak nie był kontynuowany ze względu na brak odpowiednich samolotów.
Absolwenci Szkoły zostawali następnie instruktorami w macierzystych jednostkach, zgodnie z istniejącymi w pułkach etatami.
W szkole organizowano ogólnopolskie zawody myśliwskie w strzelaniu powietrznym, w lipcu 1935 roku odbyły się tu Mistrzostwa Pilotów Myśliwskich Armii, w 1931 roku międzynarodowe zawody lotnicze, w których wzięła udział reprezentacja Rumunii. W 1934 roku przygotowywała się tu polska reprezentacja do startu w Międzynarodowych Zawodach Samolotów Turystycznych (Challengede Tourisme Internationale) w 1934 roku. Również w 1934 roku, z inicjatywy mjr. Bolesława Stachonia zorganizowano przy Szkole Koło Szybowcowe. Członkowie Koła przechodzili na terenie Szkoły lotnicze przeszkolenie praktyczne, następnie wykonywali loty na lotnisku w Księżych Górach. W 1946 roku Koło Szybowcowe przekształciło się w Aeroklub Grudziądzki.
Na podstawie rozkazu Ministra Spraw Wojskowych L.dz. 4358/Org. tjn. z dnia 28 sierpnia 1937 roku szkoła została rozwiązana, natomiast Kurs Wyższego Pilotażu został usamodzielniony i przemianowany na Wyższą Szkołę Pilotażu. Rozwiązanie Szkoły było związane ze zmianą koncepcji szkolenia, wg której kursy w zakresie podstawowego pilotażu oraz strzelania i bombardowania miały prowadzić we własnym zakresie pułki lotnicze. Ponadto w trakcie działalności szkoły wyszkolono znaczną liczbę instruktorów, który mogli prowadzić szkolenia w jednostkach, w których służyli.
W czasie istnienia Szkoły jej kursanci wykonali ok. 70 000 lotów trwających ok. 18 000 godzin. W trakcie szkolenia zginęło 9 kursantów i instruktorów.

## Tymczasowa organizacja pokojowa szkoły
- komenda szkoły
- oddział portowy
- kompania administracyjna
- kompania portowa
- eskadra szkolna
- eskadra ćwiczebna

## Żołnierze
Komendanci szkoły
- mjr pil. inż. Tadeusz Kajetan Wereszczyński (1928[9]-1929)
- mjr pil. Bolesław Feliks Stachoń (1929[10]-1932)
- mjr pil. Piotr Dudziński (I 1936 – 1937)

Oficerowie
- por. obs. Stanisław Owsianka